# Población y recursos

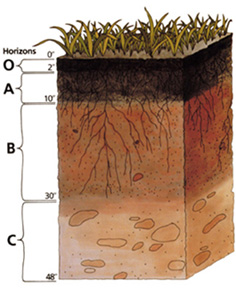
Perfil esquemático de un suelo. El suelo es la base y el sostén de la vegetación, fuente a su vez, de la alimentación humana y, en general, de todos los seres vivos.

La población humana se encuentra muy desigualmente repartida sobre la superficie terrestre; y también los recursos (alimentos, fuentes de energía, tierras y aguas, etc.)  De la combinación de los dos parámetros (población y recursos) surge una interacción que siempre ha tenido mucha importancia para los seres humanos ya que de ella se derivan los estudios de la base de recursos disponibles y de la proyección futura de dichos recursos.

## Recursos

### Concepto
Siguiendo la definición de Wilbur Zelinsky, podemos considerar a un recurso como cualquier sustancia o propiedad física de un lugar que puede utilizarse de alguna forma para satisfacer una necesidad humana. Entre los recursos se incluye a las potencialidades físicas y biológicas de los minerales, suelos, agua y atmósfera de una localidad tal como la perciben sus ocupantes y cualquier tipo de valor de transporte, militar o recreativo que pueda darse debido a los intereses y actividades de pueblos locales o lejanos ().

### Clasificación
Los recursos naturales se clasifican fundamentalmente en dos grupos: renovables y no renovables. Dentro de los recursos renovables se incluyen a los suelos, la fauna (tanto silvestre como doméstica) y a la vegetación (tanto natural como cultivada). Dentro de los recursos naturales no renovables los más importantes son los combustibles (carbón, petróleo) y los minerales. La sal común, debido a su relativa abundancia y el agua, debido a la renovación originada por el ciclo hidrológico serían también recursos naturales renovables, aunque cada vez con mayores limitaciones en cuanto a su disponibilidad y calidad.
Los alimentos que ingerimos deben considerarse como bienes de consumo y no tanto como recursos: los recursos serían los elementos que se han utilizado para producir esos alimentos (suelos, agua, aire, flora, fauna). Todos los alimentos, con la excepción de la sal y del agua, proceden, directa o indirectamente, de la vegetación, ya que sólo las plantas pueden utilizar la luz solar para la síntesis de materia orgánica (proceso conocido como fotosíntesis). En este proceso dos materiales inórganicos, agua y anhidrido carbónico se combinan usando la energía solar para dar glucosa, con desprendimiento de oxígeno, según la fórmula: 6 CO2 + 6 H2O → C6H12O6 + 6 O2. Ésta es la base en la producción de todos los materiales orgánicos y en consecuencia, de todos los alimentos.

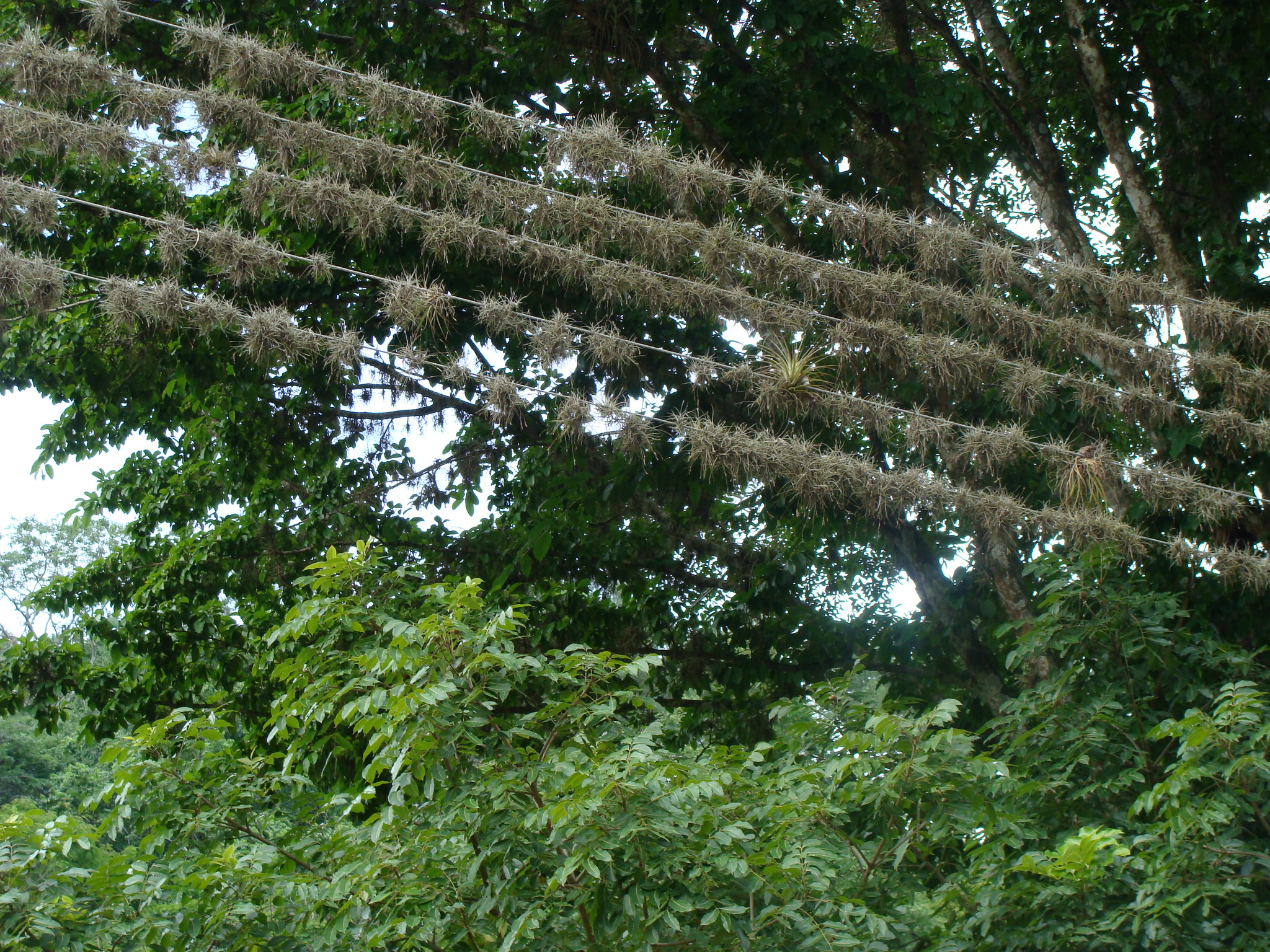
Muchas plantas epífitas de la zona intertropical utilizan el dióxido de carbono y el agua de la atmósfera (al igual que las demás plantas) para sintetizar los hidratos de carbono que necesitan para subsistir.

En el caso de la imagen, tomada en un valle intermontano de la Serranía del Interior, en Venezuela, pueden verse varios cables del tendido eléctrico sobrecargados por el peso de la vegetación epífita que ha crecido en ellos (dos o tres especies de bromelias) y que muchas veces requieren de una labor de mantenimiento y limpieza para eliminar ese peso excesivo de la biomasa que se ha desarrollado en ellos. La vegetación natural es un recurso valioso e imprescindible porque, a través de la fotosíntesis contribuye a la formación de materia orgánica que sirve de alimento a los seres vivos y, mediante la liberación del oxígeno, al balance de los gases constitutivos de la atmósfera en proporciones estables. 
En este caso particular de la imagen, aunque no constituye un ejemplo de recursos alimenticios sino más bien un problema, sí es valioso su aporte en lo que se refiere a la liberación de oxígeno necesario para la respiración de los seres vivos: estas plantas epífitas, que el viento puede enredar en los cables (y también atrapar las semillas de otras plantas como en varios casos de las mismas bromelias), han utilizado la energía solar para aprovechar el dióxido de carbono del aire, y el agua también del aire, para transformarlos en hidratos de carbono, proceso que, como hemos visto, determina la liberación del oxígeno en la atmósfera.
Finalmente, los productos de la fotosíntesis (glucosa y oxígeno) se convierten en los compuestos químicos que dan la base, por una parte a los alimentos de los seres vivos, y por otra a la renovación del oxígeno atmosférico, necesario en la respiración de plantas y animales y, por ende, de los seres humanos.

### Otros tipos de recursos
A menudo el término recursos se emplea con un significado mucho más amplio que el que aquí se desarrolla y es por ello que la definición de Zelinski es pertinente para delimitar dicho significado. Así se habla de recursos de capital, recursos humanos, recursos de inversión, recursos económicos, formación de recursos, etc.
Los recursos económicos, por ejemplo, constituyen los recursos empleados por los seres humanos para la producción de bienes de consumo. Se consideraba la existencia de tres tipos de recursos: capital, tierra y trabajo aunque modernamente se incluye a la tierra como un recurso de capital (e incluso al trabajo también como un recurso de capital). Por todo esto, en este artículo en el que se enfatiza la relación entre recursos y población, se debe circunscribir el término recursos a los recursos naturales, los cuales tienen obligatoriamente que verse desde una perspectiva humanista que enfatice en la idea de ver el uso de los recursos naturales (tanto renovables como no renovables) como una garantía de supervivencia de la especie humana y no como un medio de enriquecimiento a corto plazo y con una intención depredadora: de esta manera el uso de los recursos debe garantizar lo que se entiende por una economía sustentable. Al respecto conviene recordar las palabras de Paul y Anne Ehrlich quienes señalan que debe considerarse sobrepoblada a una región cuyos habitantes estén manteniéndose a base del consumo acelerado de recursos no renovables, o si la población está causando graves daños al medio para cubrir sus necesidades primordiales ()

## Recursos y densidad de población
Cuando comparamos la densidad de población de un país o lugar determinados con la base de los recursos existentes en el mismo pueden darse tres casos: recursos abundantes con relación a la población, población excesiva para los recursos existentes y un estado intermedio en el que los recursos y la población existentes están casi equilibradas. Surgen así los conceptos de subpoblación, superpoblación y población óptima, respectivamente, conceptos ampliamente utilizados hace varias décadas pero que han dejado de tener vigencia porque el desarrollo tecnológico puede alterar positiva y rápidamente esa ecuación. Y a la inversa, un modelo económico depredador basado en la sobreexplotación de los recursos naturales puede dar origen a lo que se ha denominado como situación insostenible y peligrosa desde el punto de vista económico. Ya en 1964, Max Derruau hacía referencia a Los falsos problemas de la sobrepoblación mundial y del óptimo de población, título de un tema desarrollado en su obra Tratado de Geografía Humana, y también deberíamos incluir a la obra de Paul y Anne Ehrlich citada arriba.